# 澄江街道 (江阴市)
澄江街道是中国江苏省无锡市江阴市的一个街道，是江阴政治、经济、文化中心，人口50万。2007年4月撤镇设街道。刘氏兄弟故居位于此地西横街49号。

## 行政区划
2010年，澄江街道辖48个社区和26个村。
- 社区：文定、河北街、环城东路、寿山路、中街、青果路、剪金街、南门、西大街、西横街、南园、环西、西杏春、芙蓉、通渡、暨阳路、远望、澄江路、健康路、澄康路、花家坝、君山路、广场、花园、希望、大桥、人民西路、天鹤、人民东路、澄南、小河、延陵路、黄龙、蒲桥街、春晖路、永安、要塞、五星、西园、丽都、新华、立新、华都、贯庄、春申、北大街、韭菜港、杨岸
- 村：澄南、蒲桥、革新、皮弄、文富、先锋、绮山、新华、贯庄、立新、花北、工农、谢北、斜泾、谢园、璜塘上、通运、红光、黄山、绿园、塔南、五云桥、君山、秦泾、梅园、浮桥[2]。

现辖：
文定社区、河北街社区、环城东路社区、寿山路社区、中街社区、青果路社区、剪金街社区、南门社区、西横街社区、西杏春社区、南园社区、环西社区、西大街社区、芙蓉社区、通渡社区、健康路社区、远望社区、澄康路社区、花家坝社区、澄江路社区、暨阳路社区、君山路社区、希望社区、花园社区、大桥社区、广场社区、人民西路社区、澄南社区、小河社区、天鹤社区、人民东路社区、黄龙社区、蒲桥街社区、春晖路社区、延陵路社区、永安社区、要塞社区、五星社区、西园社区、丽都社区、新华社区、立新社区、华都社区、贯庄社区、春申社区、北大街社区、韭菜港社区、杨岸社区、贯庄村、新华村、蒲桥村、绮山村、革新村、先锋村、澄南村、立新村、皮弄村、花北村、谢园村、斜泾村、谢北村、工农村、红光村、通运村、璜塘上村、梅园村、文富村、秦泾村、浮桥村、黄山村、绿园村、五云桥村、塔南村和君山村。

## 交通
- 沪宁沿江高铁、新长铁路：江阴站